# Liste des médaillés aux championnats d'Europe de gymnastique artistique - Cheval d'arçons
| Édition | Lieu              | Or                                             | Argent                                                      | Bronze                                   |
| ------- | ----------------- | ---------------------------------------------- | ----------------------------------------------------------- | ---------------------------------------- |
| 1955    | Francfort         | Boris Shakhlin (URS)                           | Jan Cronstedt (SWE)                                         | Hans Sauter (AUT)                        |
| 1957    | Paris             | Joachim Blume (ESP)                            | Max Benker (SUI)                                            | Ivan Caklec (YUG)                        |
| 1959    | Copenhague        | Yuri Titov (URS)                               | Eugen Ekman (FIN)                                           | Philipp Fürst (FRG)                      |
| 1961    | Luxembourg        | Miroslav Cerar (YUG)                           | Phillip Furst (FRG) Viktor Leontiev (URS)                   | -                                        |
| 1963    | Belgrade          | Miroslav Cerar (YUG)                           | Valeri Kerdemelidi (URS)                                    | Boris Shakhlin (URS)                     |
| 1965    | Anvers            | Viktor Lisitsky (URS)                          | Miroslav Cerar (YUG)                                        | Sergei Diamidov (URS) Olli Laiho (FIN)   |
| 1967    | Tampere           | Mikhail Voronin (URS)                          | Miroslav Cerar (YUG)                                        | Gerhard Dietrich (GDR)                   |
| 1969    | Varsovie          | Miroslav Cerar (YUG) Wilhelm Kubica (POL)      | -                                                           | Mikhail Voronin (URS)                    |
| 1971    | Madrid            | Nikolay Andrianov (URS)                        | Matthias Brehme (GDR)                                       | Mikhail Voronin (URS)                    |
| 1973    | Grenoble          | Zoltan Magyar (HUN)                            | Wilhelm Kubica (POL)                                        | Viktor Klimenko (URS)                    |
| 1975    | Berne             | Zoltan Magyar (HUN)                            | Nikolay Andrianov (URS)                                     | Eberhard Gienger (FRG)                   |
| 1977    | Vilna             | Zoltan Magyar (HUN)                            | Michael Nikolay (GDR)                                       | Vladimir Markelov (URS)                  |
| 1979    | Essen             | Aleksandr Dityatin (URS) György Guczoghy (HUN) | -                                                           | Michel Boutard (FRA) Bogdan Makuts (URS) |
| 1981    | Rome              | György Guczoghy (HUN)                          | Kurt Szilier (ROU) Yuriy Korolev (URS) Michel Boutard (FRA) | -                                        |
| 1983    | Varna             | György Guczoghy (HUN)                          | Yuriy Korolev (URS) Aleksandr Pogorelov (URS)               | -                                        |
| 1985    | Oslo              | Dmitriy Bilozerchev (URS)                      | Gyorgy Guczoghy (HUN) Silvio Kroll (GDR)                    |                                          |
| 1987    | Moscou            | Valeriy Lyukin (URS)                           | Lubomir Geraskov (BUL)                                      | Marian Rizan (ROU)                       |
| 1989    | Stockholm         | Valentin Mogilny (URS)                         | Andreas Wecker (GDR)                                        | Kalofer Hristozov (BUL)                  |
| 1990    | Lausanne          | Valentin Mogilny (URS)                         | Jens Milbradt (GDR)                                         | Sergei Kharkov (URS)                     |
| 1992    | Budapest          | Igor Korobchinsky (EUN)                        | Vitaly Scherbo (EUN)                                        | Ralf Büchner (GER)                       |
| 1994    | Prague            | Marius Urzica (ROU)                            | Eric Poujade (FRA)                                          | Vitaliy Marinich (UKR)                   |
| 1996    | Broendby          | Donghua Li (SUI)                               | Ivan Ivankov (BLR)                                          | Patrice Casimir (FRA)                    |
| 1998    | Saint-Pétersbourg | Eric Poujade (FRA)                             | Alexei Bondarenko (RUS)                                     | Nikolai Kryukov (RUS)                    |
| 2000    | Brême             | Marius Urzica (ROU)                            | Eric Poujade (FRA)                                          | Olexandr Beresch (UKR)                   |
| 2002    | Patras            | Marius Urzica (ROU)                            | Ioan Silviu Suciu (ROU)                                     | Alberto Busnari (ITA)                    |
| 2004    | Ljubljana         | Ioan Silviu Suciu (ROU)                        | Alberto Busnari (ITA)                                       | Krisztian Berki (HUN)                    |
| 2005    | Debrecen          | Krisztian Berki (HUN)                          | Marius Urzică (ROU)                                         | Nikolai Ktyukov (RUS)                    |
| 2006    | Volos             | Flavius Koczi (ROU)                            | Eugen Spiridonov (GER)                                      | Olexander Suprun (UKR)                   |
| 2007    | Amsterdam         | Krisztian Berki (HUN)                          | Daniel Keatings (GBR)                                       | Flavius Koczi (ROU)                      |
| 2008    | Lausanne          | Krisztian Berki (HUN)                          | Filip Ude (CRO)                                             | Robert Seligman (CRO)                    |
| 2009    | Milan             | Krisztian Berki (HUN)                          | Louis Smith (GBR)                                           | Daniel Keatings (GBR)                    |
| 2010    | Birmingham        | Daniel Keatings (GBR)                          | Louis Smith (GBR)                                           | Saso Bertoncelj (SVN)                    |
| 2011    | Berlin            | Krisztian Berki (HUN)                          | Cyril Tommasone (FRA)                                       | Harutyum Merdinyan (ARM)                 |
| 2012    | Montpellier       | Krisztian Berki (HUN)                          | Louis Smith (GBR)                                           | Harutyum Merdinyan (ARM)                 |
| 2013    | Moscou            | Daniel Keatings (GBR)                          | Krisztián Berki (HUN)                                       | Max Whitlock (GBR)                       |
| 2014    | Sofia             | Max Whitlock (GBR)                             | Krisztian Berki (HUN)                                       | Saso Bertoncelj (SVN)                    |
| 2015    | Montpellier       | Louis Smith (GBR)                              | Harutyum Merdinyan (ARM)                                    | Alberto Busnari (ITA)                    |
| 2016    | Berne             | Harutyun Merdinyan (ARM)                       | David Belyavskiy (RUS)                                      | Christian Baumann (SUI)                  |
| 2017    | Cluj-Napoca       | David Belyavskiy (RUS)                         | Krisztián Berki (HUN)                                       | Harutyun Merdinyan (ARM)                 |
| 2018    | Glasgow           | Rhys McClenaghan (IRL)                         | Robert Seligman (CRO) Sašo Bertoncelj (SVN)                 | -                                        |
| 2019    | Szczecin          | Max Whitlock (GBR)                             | Cyril Tommasone (FRA)                                       | Vladislav Poliashov (RUS)                |
| 2020    | Mersin            | Matvei Petrov (ALB)                            | Filip Ude (CRO)                                             | Ferhat Arıcan (TUR)                      |
| 2021    | Bâle              | Artur Davtyan (ARM)                            | Nikita Nagornyy (RUS)                                       | Joe Fraser (GBR)                         |
| 2022    | Munich            | Harutyun Merdinyan (ARM)                       | Loran de Munck (NED)                                        | Nils Dunkel (GER)                        |
| 2023    | Antalya           | Rhys McClenaghan (IRL)                         | Maxime Gentges (BEL)                                        | Artur Davtyan (ARM)                      |
| 2024    | Rimini            | Rhys McClenaghan (IRL)                         | Loran de Munck (NED)                                        | Mários Georgíou (CYP)                    |